# Luis Aragón Carreño
Luis Ángel Aragón Carreño (Cusco, 26 de febrero de 1975) es un abogado y político peruano. Es congresista de la república en representación del departamento del Cusco para el periodo parlamentario 2021-2026.

## Biografía
Nació en la ciudad del Cusco el 26 de febrero de 1975.
Cursó sus estudios primarios y secundarios en el Colegio Salesiano de esa ciudad. Cursó estudios superiores de Derecho en la Universidad Nacional de San Antonio Abad del Cusco obteniendo el título de abogado en el año 1998. Asimismo, en el año 2016, cursó estudios de posgrado en Derecho Constitucional.
Desarrolló su carrera profesional principalmente en el sector público en la Dirección Regional de Turismo del Cusco, la Municipalidad Distrital de Wánchaq y la Sociedad de Beneficencia Pública del Cusco.
En el año 2014, fue fundador y representante legal del movimiento regional Kausachun Cusco. Posteriormente, desde el año 2015, es miembro del partido Acción Popular.

## Carrera política
Su primera participación política se dio en las elecciones regionales de 2002, en las que fue candidato a regidor provincial por el Movimiento Político Independiente Democracia Andina Regional, sin resultar ser elegido para el cargo. Luego participó en las elecciones generales de 2016, en las que tentó por primera vez ser elegido al Congreso de la República por el departamento del Cusco por el partido Acción Popular. No obtuvo la elección en esa oportunidad como tampoco la obtuvo en las elecciones congresales extraordinarias de 2020, a las que postuló por el mismo partido.

### Congresista
Finalmente, en las elecciones parlamentarias de 2021, resultó elegido como congresista de la república tras obtener 12 291 votos para el periodo parlamentario 2021-2026.